# Stade de Beaublanc
Le stade de Beaublanc est le principal stade de la ville de Limoges. L'enceinte se trouve au nord-ouest de la ville, près de la route de Poitiers menant à Nantes dans le parc des sports de Beaublanc, un vaste complexe sportif comprenant divers terrains de sports annexes, la piscine nordique ainsi que le palais des sports, lieu de résidence de l'équipe de basket du CSP Limoges. 
Sa capacité est de 13 182 places depuis la fin des travaux en 2019, mais celle-ci devrait passer à 20 000 places après la seconde tranche des travaux, dont la date n'est pas encore communiquée.
C'est actuellement le terrain de jeu de l'Union sportive athlétique de Limoges et de certaines sections sportives de l'ASPTT Limoges. C'était également le stade du Limoges Football Club avant son déménagement au stade Saint-Lazare au sud-est de la ville.

## Histoire
À son origine le site de Beaublanc était un domaine de 35 hectares situé près de la route de Bellac en bordure de l’Aurence, au nord de la ville de Limoges. Propriété de la famille Ardant du Mas-Jambost, le site est acheté par la municipalité socialiste de Limoges, en 1920. À l'époque, cette dernière y envisage la création d’une cité-jardin bon marché et ainsi qu’un grand parc. Les paysagistes Nivet et Faure-Laurent soumettent au conseil municipal, un plan ambitieux comprenant un jardin d’agrément urbain, un espace de jeu, un casino, un stade, des cascades, ruisselets. Durant les années 1920 et 1930, le site de Beaublanc se transforme en un véritable parc. On y trouve notamment des installations sportives (terrains de basket-Ball, volley-Ball et handball) et un stade principal (pour la pratique du football et du rugby), le stade Jean-Jaurès, construit au cours de l’année 1924. Beaublanc devient alors en l’espace d’une décennie le lieu de nombreuses rencontres sportives et festivités marquantes. Ainsi, M. André Pécaud (1902-1991),
est nommé, lors de la délibération du 7 août 1945, architecte principal, par la ville. Il décide, conjointement avec la Municipalité, d’y aménager un stade de tennis et de basket-Ball avec des tribunes, ainsi qu’un grand stade de football-rugby, dans la partie sud-est du Parc de Beaublanc. André Pécaud fut distingué lors de Exposition universelle de 1937 au Palais de Chaillot à Paris et son fils Bernard (1928-2023), en 1953 distingué par le Diplôme d'architecte diplômé par le gouvernement plus de 60 années d'architecture stade, monument, lycée et tout travaux à Limoges.
Commencés en mai 1946 pour le stade de basket-Ball et de tennis, les travaux sont terminés à la fin de l’année 1947.
La municipalité décide alors de remplacer l'ancien stade Jean-Jaurès destiné au football et au rugby par un stade plus moderne. Ce dernier, construit en 1947 et inauguré sous le nom de terrain d'honneur du parc des sports de Beaublanc en 1951, a désormais une capacité d'accueil de 14 000 places minimum avec les pesages. 
Le record d'affluence eut lieu en 1960, contre le Stade de Reims, lorsque le Limoges Football Club jouait au stade municipal de Beaublanc. 17 592 spectateurs se déplacèrent au stade pour voir les limougeauds évoluer contre les vedettes professionnelles rémoises notamment Raymond Kopa, Robert Siatka, Roger Piantoni, Armand Penverne, Lucien Muller ou Just Fontaine. 
En 2007, le stade est utilisé pour le tournoi international de Football U18 organisé par "Lafarge Limoges Foot Avenir".
En 2012, la municipalité, commence sa rénovation d'un équipement vieillissant qui date de 1947, avec la reconstruction de la tribune d'honneur et de la tribune sud.
En 2013, le chantier de Beaublanc est endeuillé par la mort dramatique d'un ouvrier.
En 2014, les travaux ont avancé et continuent malgré le changement de maire d'Alain Rodet à Émile Roger Lombertie. La tribune sud est recouverte d'une charpente. 
En 2015, le bureau d'études a fait des erreurs de calculs et il n'y a pas assez de ferraille dans la structure béton. Le bureau d'étude est liquidé en août 2014 et la maison mère vers laquelle se tourne la Ville met, elle aussi, la clef sous la porte. Outre le retard inhérent à la recherche d'un nouveau bureau d'études et au temps qu'il lui faudra pour livrer ses conclusions, le tarif augmente de plusieurs millions.
résolution technique des travaux de renforcement en 2016. L'opération va consister dans l'ajout d'armatures et de renforcement des fondations. Ces travaux entraînent un surcoût estimé entre 7 et 10 millions d'euros.
En 2018, la couverture est pour ainsi dire achevée, 5 000 sièges sur 10 000 sont d'ores et déjà installés : les travaux du stade d'honneur de Beaublanc à Limoges s'achèvent. 
Au départ du projet, le stade, dans son entier, devait coûter 60 millions. Après six ans de travaux, la facture du seul "demi" stade atteint les 63 millions d'euros.
En 2019, le stade est reconstruit pour moitié et sa capacité du stade est de 13 182 places sur 3 trois tribunes dont deux sont entièrement rénovées (Honneur et Sud). Une seconde tranche de travaux est toujours en discussion avec l'objectif d'atteindre une capacité de 20 000 places.